# 古屋樹
古屋 樹（ふるや いつき）は、日本の漫画家。

## 経歴
名古屋造形大学出身。
「銀輪のマドカ」を『ジャンプNEXT』（集英社）2011 SPRINGに掲載してデビュー。
「卓上のアゲハ」の読切版を『週刊少年ジャンプ』（同）2014年30号に掲載。同作を『週刊少年ジャンプ』2014年51号から2015年22・23合併号まで連載。
「Vの悪魔」を『ジャンプNEXT』2016 vol.2に掲載。「気づいて!!塚内くん！」を『ジャンプGIGA』（同）2018 SUMMER vol.1からvol.3まで掲載。

## 作品リスト

### 連載
- 卓上のアゲハ（『週刊少年ジャンプ』2014年51号[3] - 2015年22・23合併号[4]、全3巻）
- 気づいて!!塚内くん！（『ジャンプGIGA』2018 SUMMER vol.1 - vol.3）

### 読み切り
- 銀輪のマドカ（『ジャンプNEXT』2011 SPRING）
- 卓上のアゲハ（『週刊少年ジャンプ』2014年30号）
- Vの悪魔（『ジャンプNEXT』2016 vol.2[5]）